# 布劳尼科维奇·拉斯洛
布劳尼科维奇·拉斯洛（匈牙利語：Branikovits László，1949年12月18日—2020年10月16日），匈牙利男子足球运动员。他曾代表匈牙利参加1972年夏季奥林匹克运动会足球比赛，获得一枚银牌。